# Всемирная выставка (2010)

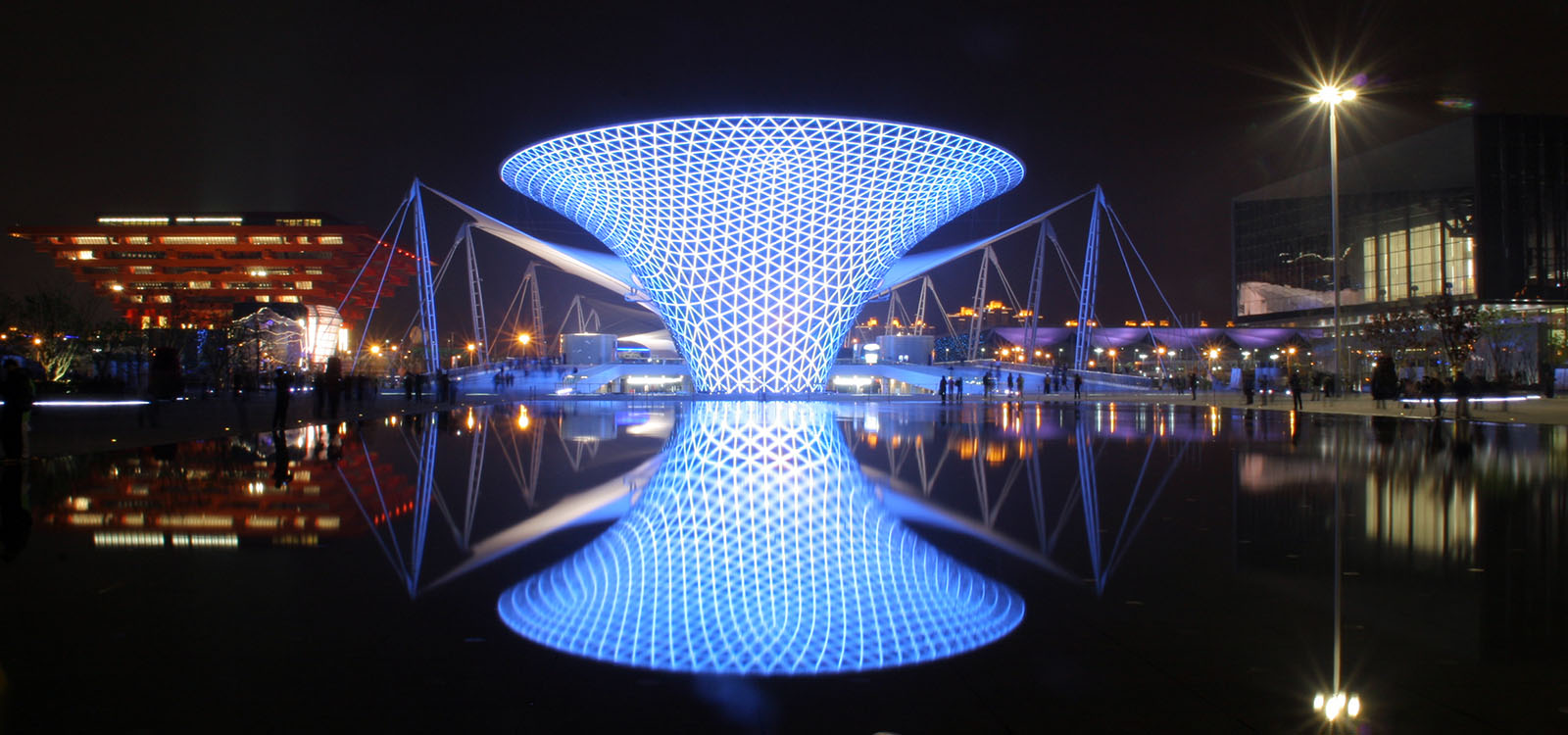
Ось парка павильонов ЭКСПО 2010

ЭКСПО 2010 (официальное название Экспо 2010 Шанхай Китай; англ. Expo 2010 Shanghai China) — всемирная выставка, проходившая с 1 мая по 31 октября 2010 года в Шанхае, Китай .
Тема выставки 2010 года: «Лучше город — лучше жизнь» (англ. Better City – Better Life). Выставка ЭКСПО 2010 предложила концептуальное решение проблем, касающихся сокращения ресурсов, снижения уровня преступности, загрязнения окружающей среды посредством моделирования городов будущего.
Общая площадь выставки — 5,28 км2. В выставке приняли участие более 190 стран. Выставку посетили свыше 73 млн человек. Организаторам мероприятие принесло прибыль в 12 млрд долларов. Доход среднего бизнеса увеличился по крайней мере на 20 %.
Это была первая в истории всемирная универсальная выставка на территории Китая (в 1999 году в Куньмине проходила Всемирная выставка растениеводства).
Эмблема ЭКСПО 2010
Эмблема ЭКСПО 2010 изображает трёх человек, скрепляющих руки, что символизирует всё население земли. Сочетание имитации изображения китайского иероглифа слова «мир» и цифры 2010 выражает концепцию всемирной выставки — общение, радость сотрудничества, а также стремление человека к самореализации.
Талисман ЭКСПО 2010
Талисман ЭКСПО 2010 — фигурка в виде китайского иероглифа, обозначающего слово «человек» — называется «Хайбао» (Hai Bao). Как и эмблема, талисман воплощает особенности культуры Китая.

## Инфраструктура
Область проведения Expo 2010 расположилась между мостами Наньпу (кит. упр. 南浦大桥) и Лупу (кит. упр. 卢浦大桥) через реку Хуанпу и заняла площадь 5,28 км² на обоих берегах. 31°11′38″ с. ш. 121°29′10″ в. д.
Специально для события были построены несколько линий Шанхайского метрополитена. Кроме того, предполагалось построить новую линию маглева Шанхай — Ханчжоу, однако проект был приостановлен на неопределенный срок.

## Билеты на выставку
| Вид билета                         | Цена (юани)                                |
| ---------------------------------- | ------------------------------------------ |
| Пиковые дни, индивидуальный билет  | 200                                        |
| Пиковые дни, льготный билет        | 120                                        |
| Обычный день, индивидуальный билет | 160                                        |
| Обычный день, льготный билет       | 100                                        |
| Индивидуальный билет на три дня    | 400                                        |
| Индивидуальный билет на семь дней  | 900                                        |
| Билет на вечернее посещение        | 90                                         |
| Групповой билет                    | Только для турагентств                     |
| Групповой студенческий билет       | Только для турагентств и учебных заведений |

Пояснения:
- Пиковые дни: праздники «Дня Труда» (1—3 мая 2010 года), «Национальный праздник» (1—7 октября 2010 года), а также последняя неделя перед закрытием выставки (25—30 октября 2010 года). Все остальные 167 дней стандартные.
- Если билет на посещение в пиковый день не был использован в указанную дату, он был действителен для посещения выставки в любой другой день.
- Право на льготные билеты предоставлялось инвалидам, пенсионерам, студентам и детям выше 1,2 м.
- Дети ростом ниже 1,2 м могли пройти на выставку бесплатно
- Билет на вечернее посещение (посещение после 5 часов вечера) можно было приобрести только перед входом на выставку
- Билет включал в себя посещение выставки (1 вход либо 1 вход в день, для билетов с посещением в течение 3 или 7 дней) и давал возможность побывать во всех павильонах ЭКСПО.
- Время работы выставки — с 09:00 до 24:00. Павильоны открыты для посещения с 09:30 до 22:30.
- Еда и напитки на территории выставки в стоимость билета не входили.
- 1 юань примерно равен 4,5 российских рубля. Посмотреть курс.

Места продажи билетов:
Заранее билеты на World Expo 2010 можно было приобрести в супермаркетах (Lianhua и Hualian), магазинах (Lawson и Alldays) и железнодорожных билетных кассах в Шанхае.
Также билет можно было купить непосредственно у входа на выставку.

## Павильоны участников

### Россия
Решение об участии России в выставке было принято Правительством Российской Федерации (Распоряжение № 1667-р от 1 декабря 2006 г.).
7 ноября 2007 года по решению Комиссии Минэкономразвития по отбору выставочных операторов на право организации российских ярмарочных мероприятий, а также международных и отраслевых форумов и выставок года, победителем тендера на право организации и проведения участия России во Всемирной универсальной выставке «ЭКСПО-2010» стало ОАО "ГАО «Всероссийский выставочный центр».
Бюджет российского павильона составил более 1 млрд рублей.

#### Описание павильона

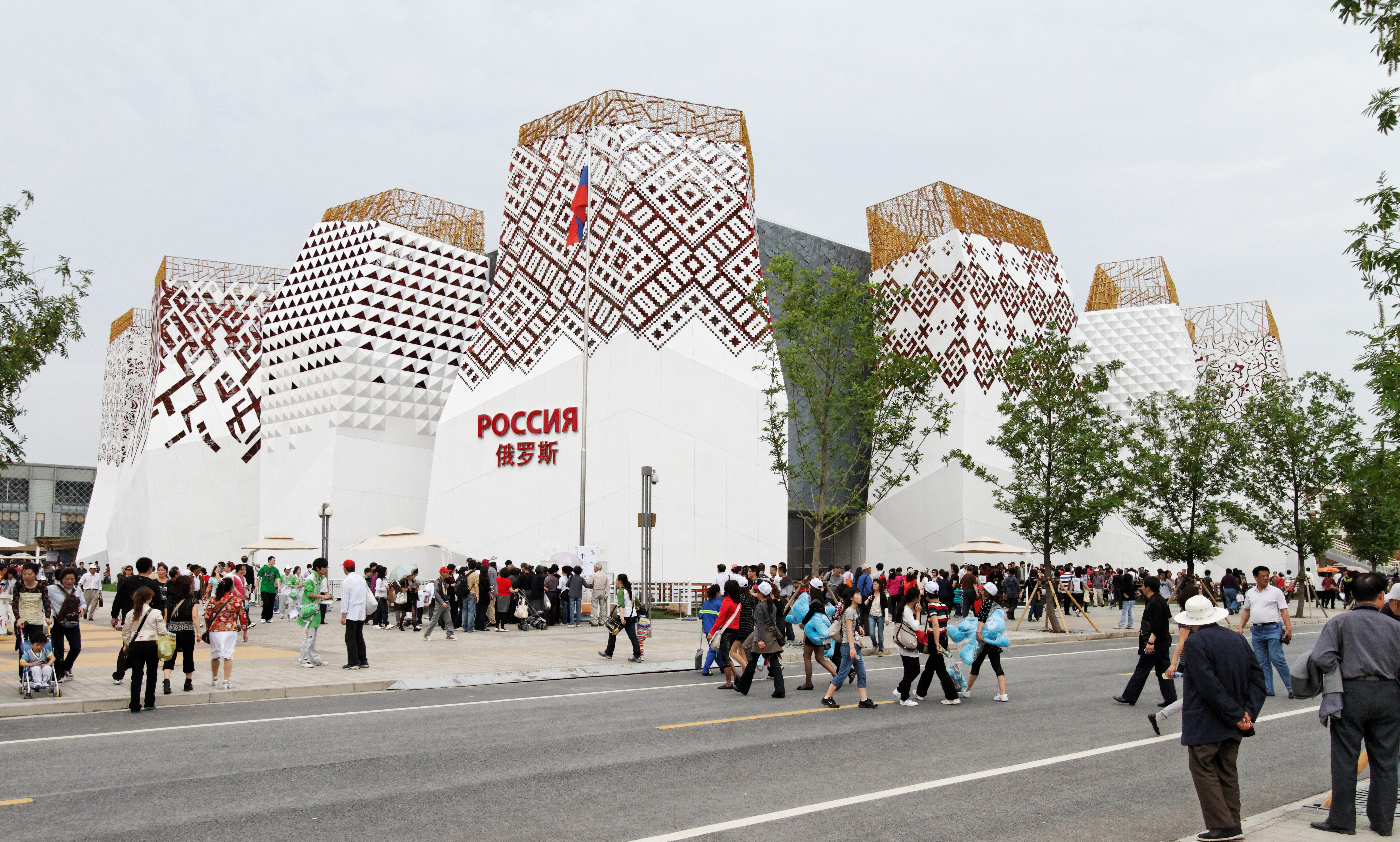
Внешний вид павильона России на ЭКСПО 2010

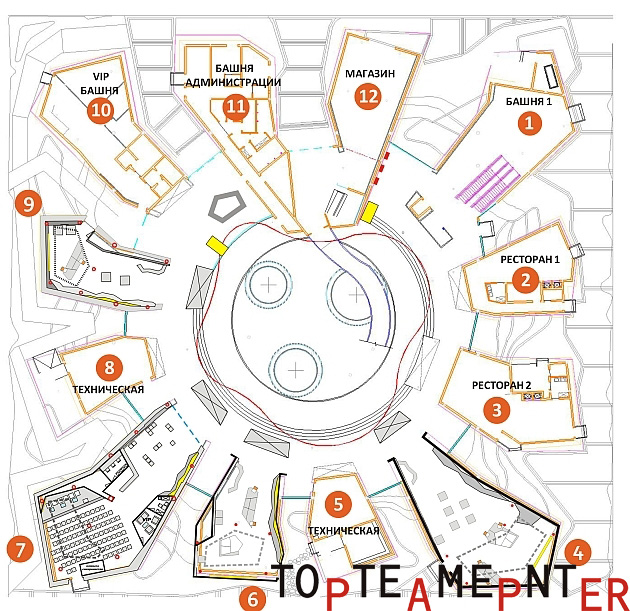
Карта павильона России на Expo 2010

Павильон состоял из 12 башен, имеющих общее основание. Общая площадь павильона составила 6000 кв. м. Основными цветами внешнего оформления павильона стали белый, красный и золотой. План павильона похож на древнеславянское поселение и символизирует «цветок жизни» или «солнце».
Сюжетная тема павильона — город мечты, счастья, город, в котором хорошо живется детям. В основу проекта были положены идеи знаменитого детского писателя Н. Носова о «Солнечном городе» — лучшем городе для жизни. Образ главного героя, Незнайки, присутствует в павильоне в качестве многоязычного гида по «Городу Талантов», расположенному на втором этаже павильона.
Главный архитектор павильона — Левон Айрапетов. Автором сценографической концепции выступил Борис Краснов. Исполнитель декораций по мотивам «Город глазами детей» — Компания «Орин». Художник Павел Оринянский и художественно-производственные мастерские «Base Beauty».

#### Экспозиция павильона
Экспозиция павильона состояла из двух основных уровней. На первом уровне павильона были расположены экспозиции, где представлялись достижения России. Две башни были предназначены для экспозиции регионов (Башня № 6 и Башня № 9), ещё одна — для демонстрации инноваций (Башня № 4). Второй уровень павильона — Город Талантов. Это город-парка для детей и взрослых, модель идеального города, где изобретения и инновации делают жизнь горожан гармоничной. Для проведения конференций, круглых столов, презентаций и других мероприятий деловой программы было предназначено пространство ещё одной башни (Башня № 7), где расположился конференц-зал на 100 посадочных мест, оборудованный всем необходимым для проведения мероприятий.

#### Экспозиции регионов РФ
Экспозиции и презентации субъектов РФ отражали возможности городов, сочетали в себе культурное наследие, экономическое, инновационное и технологическое развитие регионов России:
Ямало-ненецкий автономный округ 

ЯНАО, занимающий одно из ведущих мест в России по запасам природного газа и нефти, представил свои инвестиционные проекты в таких сферах, как углеводороды и твердые ископаемые, сельское хозяйство, инновации и наука. Регион подготовил тематическую экспозицию, рассказывающую об особенностях округа, выставку предметов культуры и национального промысла коренных народов ЯНАО (резьба по кости, по дереву, меховая мозаика, украшения из бисера, вышивание волосом оленя). В рамках экспозиции была открыта мини-мастерская, в которой мастер прямо на глазах посетителей создавал произведения искусства из кости.
Оренбургская область 

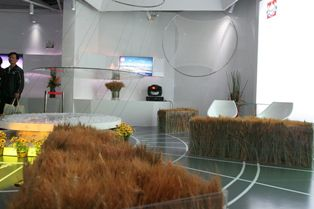
Экспозиция Оренбургской области на ЭКСПО 2010 в Шанхае

Главными идеями экспозиции Оренбургской области стали гостеприимство, готовность к диалогу и сотрудничеству. В основе экспозиции — инсталляция, отражающая символы региона — соль, хлеб, зерно, пуховый платок. Концепция представления области основана на русской традиционной формуле «хлеб-соль» в силу того, что Оренбургская область — это житница России (на территории области выращивается более 3 миллионов тонн зерновых культур), и развитие этой территории началось с освоения соляных месторождений.
Новосибирская область 

Основа экспозиции Новосибирской области — концепция экологически гармоничного поселения, Новосибирского Академгородка, в котором сочетаются исконная форма русской деревни и металлостеклянные офисы IT-компаний, нетронутая сосновая роща и современные научные центры. Созданный на базе Академгородка технопарк — крупнейший инвестиционный проект, направленный на обеспечение лидерства инновационной экономики региона на рынке высоких технологий, — также представлен в рамках экспозиции. На выставке продемонстрированы уникальные миниатюры, созданные вручную на кончике волоса, на срезе макового или рисового зернышка, рассмотреть которые можно только под микроскопом. Изюминкой экспозиции стал нанопринтер, который благодаря наночернилам может переносить изображения на абсолютно любые поверхности.
Амурская область 

Приамурье — регион, имеющий самую протяженную границу с Китаем. В рамках выставки ЭКСПО Амурская область представила гостям экспозиции основные направления экономического развития региона и наиболее перспективные области для инвестиционного сотрудничества. В церемонии открытия экспозиции приняли участие предприниматели и представители промышленных компаний Китая.
Министр регионального развития РФ Виктор Басаргин, находившийся во время открытия экспозиции с визитом в Шанхае, выступил на церемонии с приветственным словом. Он также оставил благодарственную запись в гостевой книге павильона, в которой дал высокую оценку российской экспозиции в целом.
Концепция экспозиции, выполненной в светлых тонах, представляла собой демонстрацию богатых природных богатств края и современных проектов по использованию и переработке этих ресурсов.
Тульская область 

Единение человека и природы, неразрывность их связи и преимущества жизни в малых городах — основные идеи экспозиции региона.
Тематика экспозиции во многом была продиктована историческим наследием Тульской области, которая является родиной русского писателя и мыслителя Льва Толстого, проповедовавшего принципы гармонии с окружающей средой.
Взгляды Льва Толстого созвучны учению китайского философа Лао-Цзы, поэтому концепция экспозиции была близка и понятна китайским посетителям.
Нижегородская область 

Жители Нижегородской области главным образом своей экспозиции сделали матрешку — всеми любимый и узнаваемый русский сувенир.
С помощью визуальной красочной инсталляции посетителям была продемонстрирована главная цель региона — стратегическое развитие края как эколого-ориентированного центра, предназначенного для комфортной и гармоничной жизни.
Посетителей встречали традиционная и современная матрешки, демонстрирующие, как можно гармонично совместить сохранение исконных традиций и культурного наследия и использование современных технологий и материалов.
Ростовская область 

«Жить — играючи» — именно этот слоган стал основой экспозиции. Жители области продемонстрировали посетителям, как необходимо обустроить город, чтобы адаптировать исторические городские кварталы и постройки к современным условиям мегаполиса и в то же время сделать город ярким и запоминающимся.
Посетители экспозиции оказывались в миниатюрном городе с яркими фасадами и цветами на улицах, и никто из гостей павильона не остался равнодушным, посетив экспозицию Ростовской области.
Республика Саха (Якутия) 

«Земля Олонхо. Вечное и современное вместе» — девиз экспозиции Республики Саха.
Олонхо — древнейшее эпическое искусство якутов, которое содержит гармоничную картину мироздания со множеством смыслов. Олонхо раскрывает природу человека и объединяет людей и окружающую среду.
Гости экспозиции смогли познакомиться с уникальным культурным наследием якутов, прочувствовать гармоничность их сосуществования с природой, изучить флору и фауну этого сурового края.
В рамках экспозиции также были представлены экспонаты из Сокровищницы Республики Саха. Алмазы и полученные из них бриллианты, полезные ископаемые, изделия народных промыслов.
Санкт-Петербург 

Главным акцентом экспозиции Санкт-Петербурга стало сохранение исторического облика города, его адаптация к современным условиям без существенных изменений старинной архитектуры.
Благодаря эффектной визуализации посетители российского павильона могли совершить настоящую виртуальную экскурсию по культурной столице России, полюбоваться архитектурными памятниками, прогуляться вдоль набережной, понаблюдать за сменой времени суток и погоды в Петербурге, а также услышать настоящие звуки мегаполиса и в то же время уникальный шум, присущий именно Петербургу. Кроме того, в рамках экспозиции организован интерактивный 5D-аттракцион. Его посетители совершают прогулку по реке Неве на катере и узнают множество интересных исторических фактов об этом чудесном городе.

#### Экспозиция «Энергия будущих поколений»
В основе содержательной части экспозиции — использование мирной атомной энергетики и её технологий в интересах человека, поиски новых видов энергии для обеспечения высокого уровня жизни людей, вклад атомной энергетики в сохранение окружающей среды. В экспозиции были представлены новейшие научные разработки, направленные на гармоничное развитие городов, а также достижение баланса жизни в эпоху бурного промышленного прогресса.

#### Экспозиция «Город будущего глазами детей»
Экспозиция была расположена по периметру центральной части павильона. Для её создания был проведен всероссийский конкурс. Из 300 работ 50 художественных школ, изостудий из различных уголков России были выбраны лучшие иллюстрации, какими стоит делать лучшие города будущего. На базе этих работ архитекторами-взрослыми были созданы макеты городских кварталов и другие объекты городской среды, а дети приняли участие в придании им красочности.

#### Экспозиция «Город талантов»
Основная тема экспозиции — «Лучший город тот, в котором счастливы дети». Город Талантов — это идеальное городское пространство в представлении детей. Невероятные затеи детского города органично сочетались с реальными изобретениями российских учёных по пяти приоритетным направлениям модернизации и технологическому развитию экономики России: энергетика, ядерные и космические технологии, технологии в области медицины, а также стратегические компьютерные технологии и программное обеспечение. Это модель идеального города, в котором изобретения и новации делают жизнь горожан гармоничной.

#### Экспонаты
Участие в экспозиции российского павильона приняли государственные корпорации «Роснано», «Росатом», Инновационный центр «Сколково», Оргкомитет Зимних олимпийских игр 2014 года в Сочи.
«Росатом» представил различные типы источников энергии — от атомных и ветряных электростанций до установок по получению электричества из отходов, установок, основанных на использовании принципов сверхпроводимости. В рамках экспозиции также показаны энергосберегающие технологии, различные системы сбережения тепла, новые эффективные системы коммуникаций.
«Роснано» представила экспозицию под названием «Нанотехнологии для жизни». Экспозиция рассказывает посетителям об истории развития нанотехнологий и их значении в жизни современного человека. Также посетители могут ознакомиться с наноразработками российских ученых.
Проект «Строительство газохимического комплекса в Центральном регионе Республики Саха (Якутия)», основанный на технологии переработки природного газа с использованием наноструктурированных катализаторов, получил золотую медаль Международного конкурса инновационных проектов ЭКСПО-2010 Шанхай.
Экспозиция Инновационного центра «Сколково» рассказала о масштабном проекте, в рамках которого в Подмосковье будет возведен аналог Кремниевой долины — научно-технологический центр по разработке и внедрению в производство новых технологий.
Оргкомитет Зимних олимпийских игр 2014 года в Сочи представил на ЭКСПО 2010 материалы о подготовке в зимней олимпиаде 2014 года и о том, как современные технологии и разработки градостроения используются в подготовке инфраструктурных объектов олимпиады.

#### Программа мероприятий
Формат мероприятий российской экспозиции предполагал проведение презентаций субъектов Российской Федерации и отдельных инновационных проектов, цикл мероприятий по актуальным тематикам, соответствующим девизу выставки «Лучше город — лучше жизнь».
Государственная корпорация«Роснано» провела в рамках выставки презентации восьми своих проектов.
По состоянию на октябрь 2010 года в павильоне прошли экспозиции 10 регионов Российской Федерации: Ямало-Ненецкий автономный округ, Оренбургская область, Новосибирская область, Тульская область, Амурская область, Нижегородская область, Ростовская область, Республика Саха (Якутия), Москва, Санкт-Петербург.
В рамках участия российской экспозиции на ЭКСПО-2010 прошли культурные мероприятия, посвященные следующим значимым событиям:
- 1 мая — открытие российской экспозиции и Всемирной универсальной выставки «Экспо-2010»
- 1 июня — Международный день защиты детей
- 12 июня — День России
- 22 августа — День Государственного флага Российской Федерации
- 28 сентября — Национальный день России на «Экспо-2010»

### Павильон Китая
Национальный павильон Китая, получивший название «Корона Востока», представлял собой произведение китайской традиционной архитектуры — крытое строение без внешних стен. Павильон занял площадь в 160 тыс. м², высота конструкции составила 63 метра. Основная идея павильона — это сочетание древней китайской мудрости и современных условий жизни. В проектировании китайского павильона были использованы новейшие достижения технологии с учётом факторов экономии энергии и охраны окружающей среды. Поверхность здания покрыли солнечной плёнкой, с помощью которой можно эффективно использовать естественный свет и энергию солнца. Кроме того, в павильоне оборудовали специальную систему для сбора дождевой воды, которая после обработки могла применяться в бытовой жизни.
1 декабря 2010 г., после официального закрытия выставки, национальный павильон Китая на ЭКСПО-2010 вновь начал принимать посетителей и будет работать в течение полугода. В дни праздника Весны национальный павильон Китая на ЭКСПО-2010 посетили почти 300 тыс. человек.

### Павильон США
Павильон занял площадь 6000 кв.м. Тема павильона — «Устойчивое развитие, командный дух, здоровый образ жизни, борьба за успех». Посетителям была представлена карта США, состоящая из отдельных изображений городов и лиц людей. Также у посетителей была возможность увидеть визуализацию американских городов, какими они могут стать к 2030 году. Лейтмотив визуализации — девиз «Работая вместе, мы улучшим нашу жизнь».

### Павильон Туркменистана

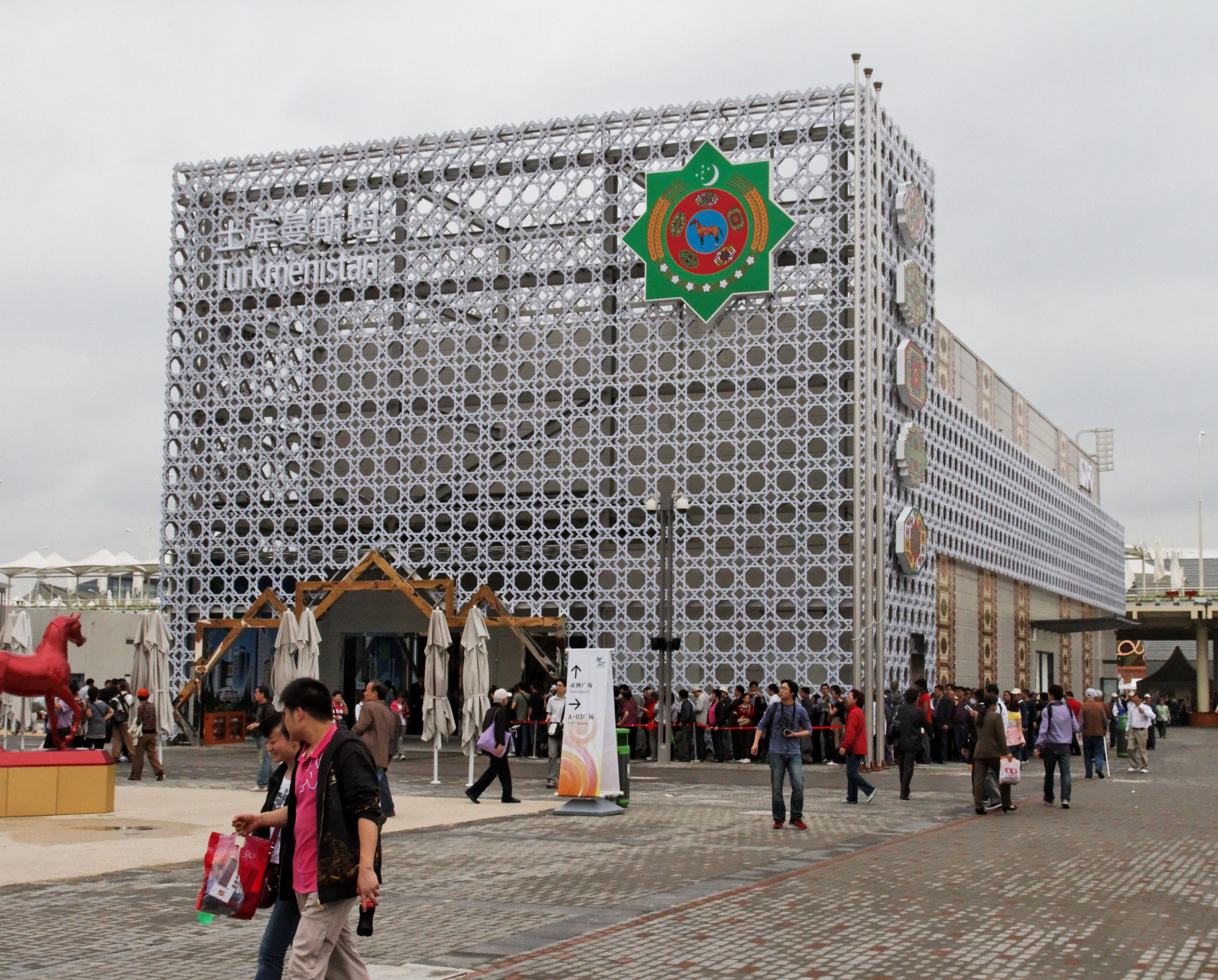
Павильон Туркменистана на ЭКСПО 2010

Павильон имел оригинальный внешний вид и выдержанный современный стиль, в павильоне гармонично сочетались элементы национального декора и современные передовые технологии. Павильон занял площадь 1000 кв.м. Фасад здания украшали изображения флага и герба Туркменистана. У посетителей была возможность оценить достижения и перспективные планы развития современного Туркменистана. Были представлены практически все отрасли национальной экономики, а также Союз промышленников и предпринимателей Туркменистана. Павильон открывал лично Президент Туркменистана Гурбангулы Бердымухамедов.

### Павильон Канады
Канадский павильон на Всемирной выставке в Шанхае был одним из крупнейших в парке ЭКСПО. Программа экспозиции включила в себя широкий спектр различных мероприятий. Их цель — дать посетителям возможность по-новому взглянуть на Канаду, отбросив все стереотипы об этой северной стране. Тема павильона — «Живой город: всеобъемлющий, долговечный, креативный». И эти канадские приоритеты всесторонне были отражены и в дизайне, и характере в экспозиции. Комплекс был спроектирован в виде полузамкнутого кольца с открытой площадкой в центре для выступления артистов. Центром экспозиции стал «виртуальный водопад», который менял картинку, когда посетители дотрагивались до экрана. Среди изображений помимо прочего были представлены виды городов будущего и фантазии канадских детей.

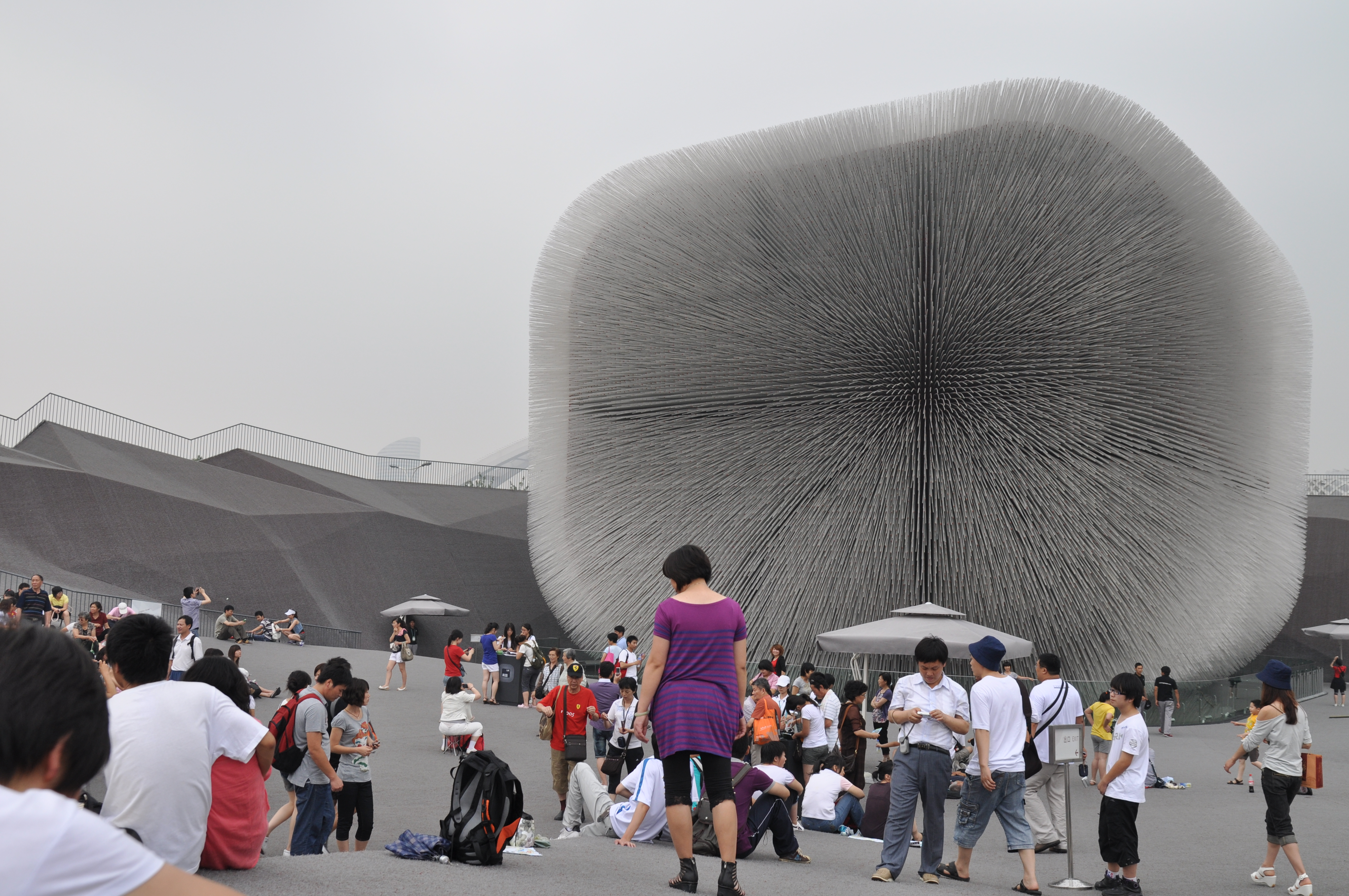
«Собор семян» — павильон Великобритании на ЭКСПО 2010

### Павильон Великобритании
Павильон Великобритании получил название «Собор семян». Он представлял собой здание обтекаемой формы, нечто среднее между сферой и кубом, покрытое тонкими «ресничками» из оргстекла, в кончике каждой из которых были помещены семена различных растений. На фасад сооружения проецировались различные изображения, здесь же, в режиме реального времени, шла трансляцию событий внутри павильона.
«Светящийся куб» был окружен деревней в классическом английском стиле. Деревья, сады и лужайки стали одновременно и местом отдыха, и экспозицией английского паркового дизайна. Посетители могли провести день в атмосфере классической Англии и принять участие в традиционном английском чаепитии.

## Итоги
- За время проведения выставку ЭКСПО 2010 посетили более 73 миллионов человек
- Участниками выставки стали 192 государства и 50 организаций
- Общее количество культурных и развлекательных мероприятий составило около 20 000 за весь период проведения выставки, то есть около ста мероприятий каждый день
- Из около 70 миллионов человек, посетивших выставку, 7,5 миллионов, то есть более 10 %, побывали в российском павильоне.
- В рейтинге эффективности национальных экспозиций павильон России стал третьим после павильонов ОАЭ и Германии
- В номинации «За лучшее раскрытие темы выставки» российскому павильону присужден серебряный приз.
- Предложения России в части развития городов включены в Шанхайскую декларацию — итоговый документ ЭКСПО-2010

Всемирная универсальная выставка — важное событие для принимающей страны и всех участников. Каждый раз выставки ЭКСПО посещают миллионы людей.
Сейчас несколько российских городов готовятся к подаче заявки на проведение у себя выставки ЭКСПО 2020. О своей готовности уже заявили Екатеринбург, Санкт-Петербург, Нижний Новгород, Красноярск.